# Carl Paganelli
Carl Paganelli (* 14. April 1960) ist ein US-amerikanischer Schiedsrichter im American Football, der seit der Saison 1999 in der NFL tätig ist. Er trägt die Uniform mit der Nummer 124.

## Karriere

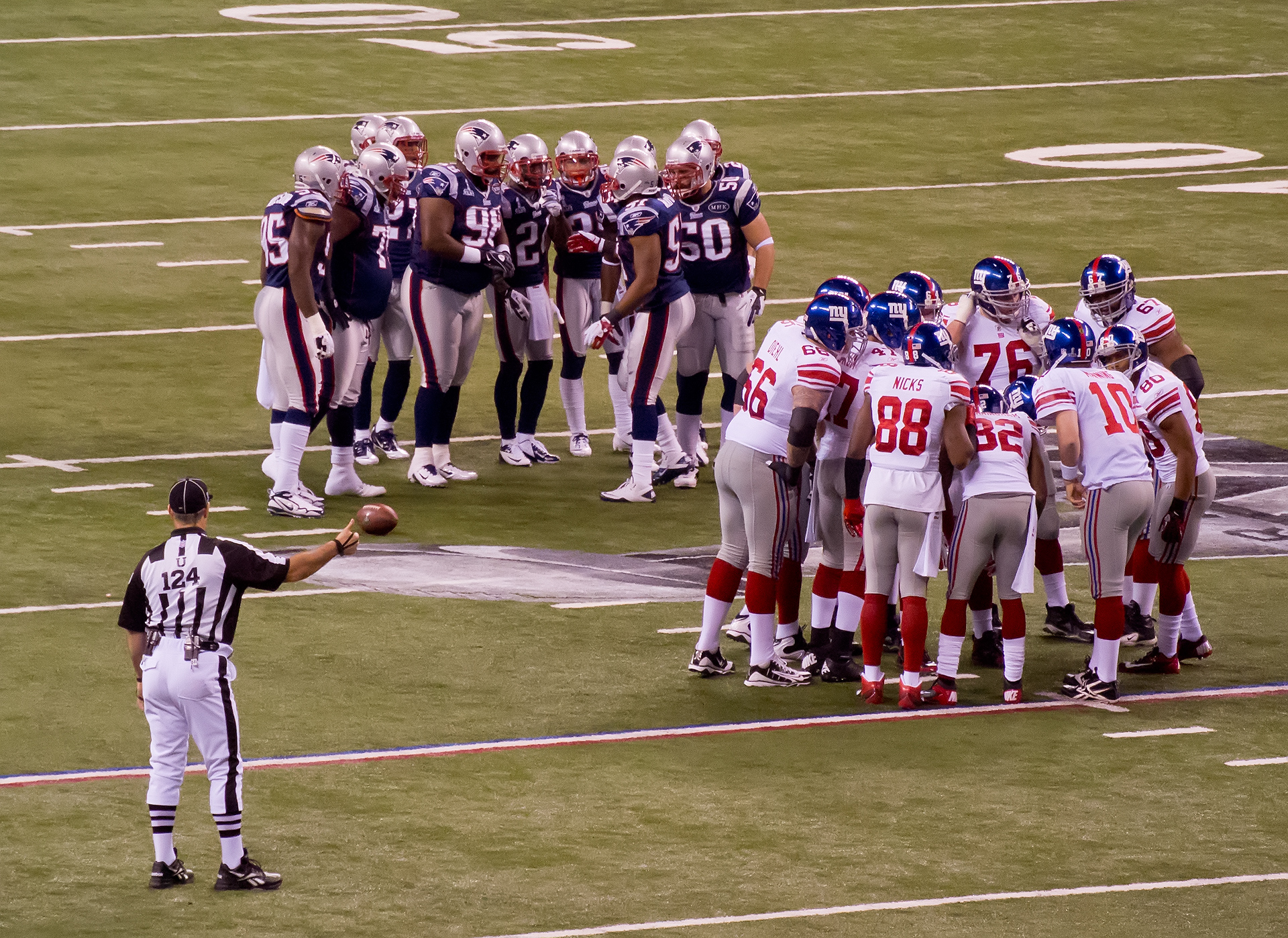
Carl Paganelli im Super Bowl XLVI (2012)

Paganelli startete seine NFL-Laufbahn als Umpire. Sein erstes Spiel – die Jacksonville Jaguars gegen die San Francisco 49ers – war am 12. September 1999.
Er war Umpire in vier Super Bowls: Im Super Bowl XXXIX im Jahr 2005 in der Crew unter der Leitung von Hauptschiedsrichter Terry McAulay, im Super Bowl XLI im Jahr 2007 im Schiedsrichtergespann von Tony Corrente, im Super Bowl XLVI im Jahr 2012 unter John Parry und im Super Bowl XLVIII im Jahr 2014 nochmals in der Crew unter Terry McAulay.
Zudem war er im Schiedsrichtergespann der Pro Bowls 2010 und 2017.

## Trivia
Seine beiden Brüder Dino Paganelli und Perry Paganelli sind ebenfalls NFL-Schiedsrichter.
Carl und Perry waren die ersten Brüder, die Teil derselben Schiedsrichtercrew waren, als sie gemeinsam den Super Bowl XLI leiteten.